# 芳村駅 (広州市)
芳村駅（ほうそんえき）は、中華人民共和国広東省広州市茘湾区花地大道北と芳村大道中の交差点にある広州地下鉄1号線及び11号線の駅。

## 歴史
- 1997年6月28日：1号線の駅として開業。
- 2024年12月28日：11号線の開業により、乗り換え駅となる[1]。

## 駅構造
両線とも島式ホーム1面2線を有する地下駅。1号線ホームは花地大道北りの、11号線ホームは芳村大道中りの地下にある。1号線花地湾側に引き上げ線が2線ある。

### のりば
| 番線                    | 路線     | 方向   | 行先                       |
| ----------------------- | -------- | ------ | -------------------------- |
| 1号線ホーム（地下2階）  |          |        |                            |
| 1                       | ■ 1号線  | 上り   | 広州東駅方面               |
| 2                       | ■ 1号線  | 下り   | 西塱方面                   |
| 11号線ホーム（地下3階） |          |        |                            |
| 3                       | ■ 11号線 | 外回り | 沙涌・燕崗・天河公園方面   |
| 4                       | ■ 11号線 | 内回り | 如意坊・中山八・華景路方面 |

1号線ホーム
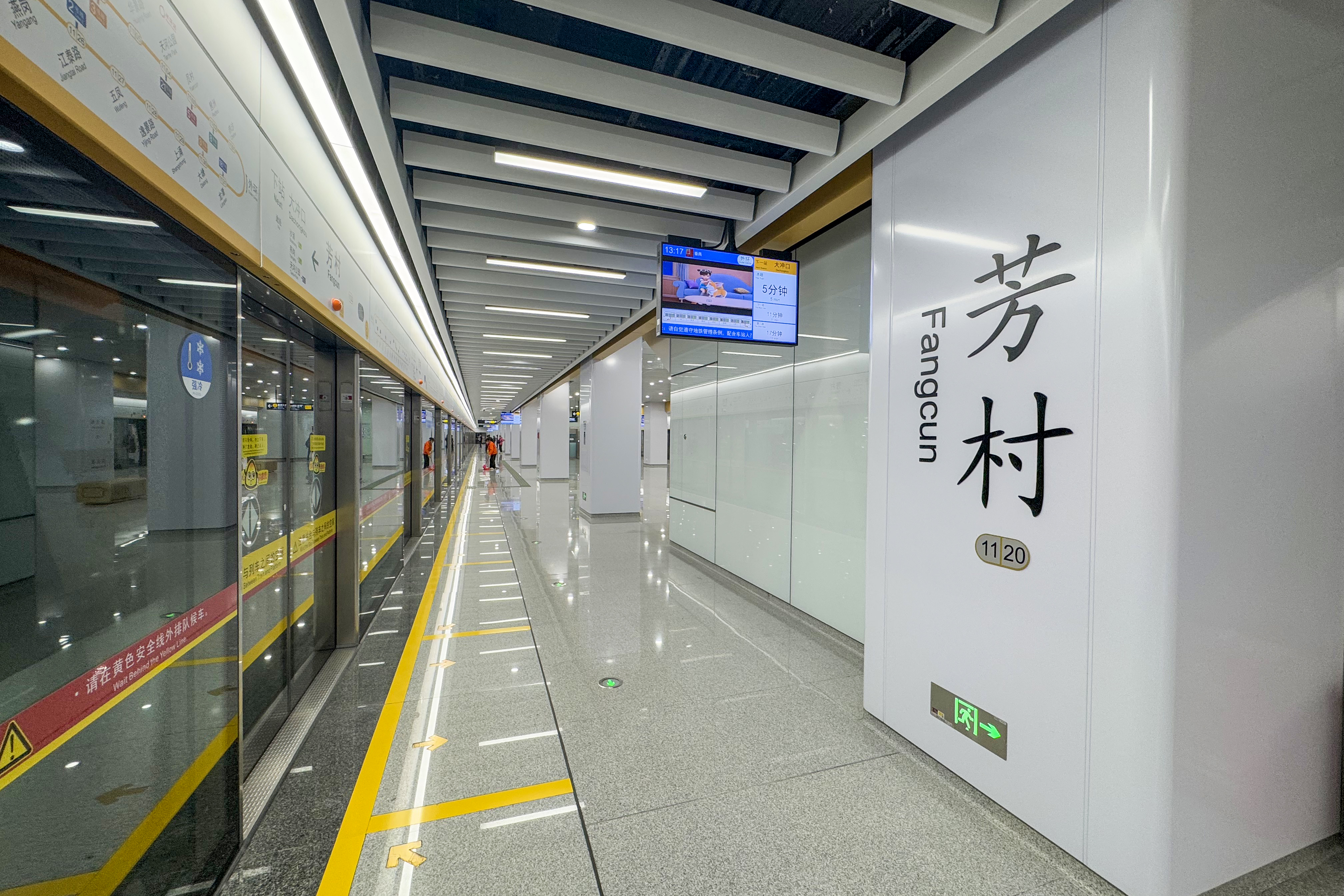
11号線ホーム
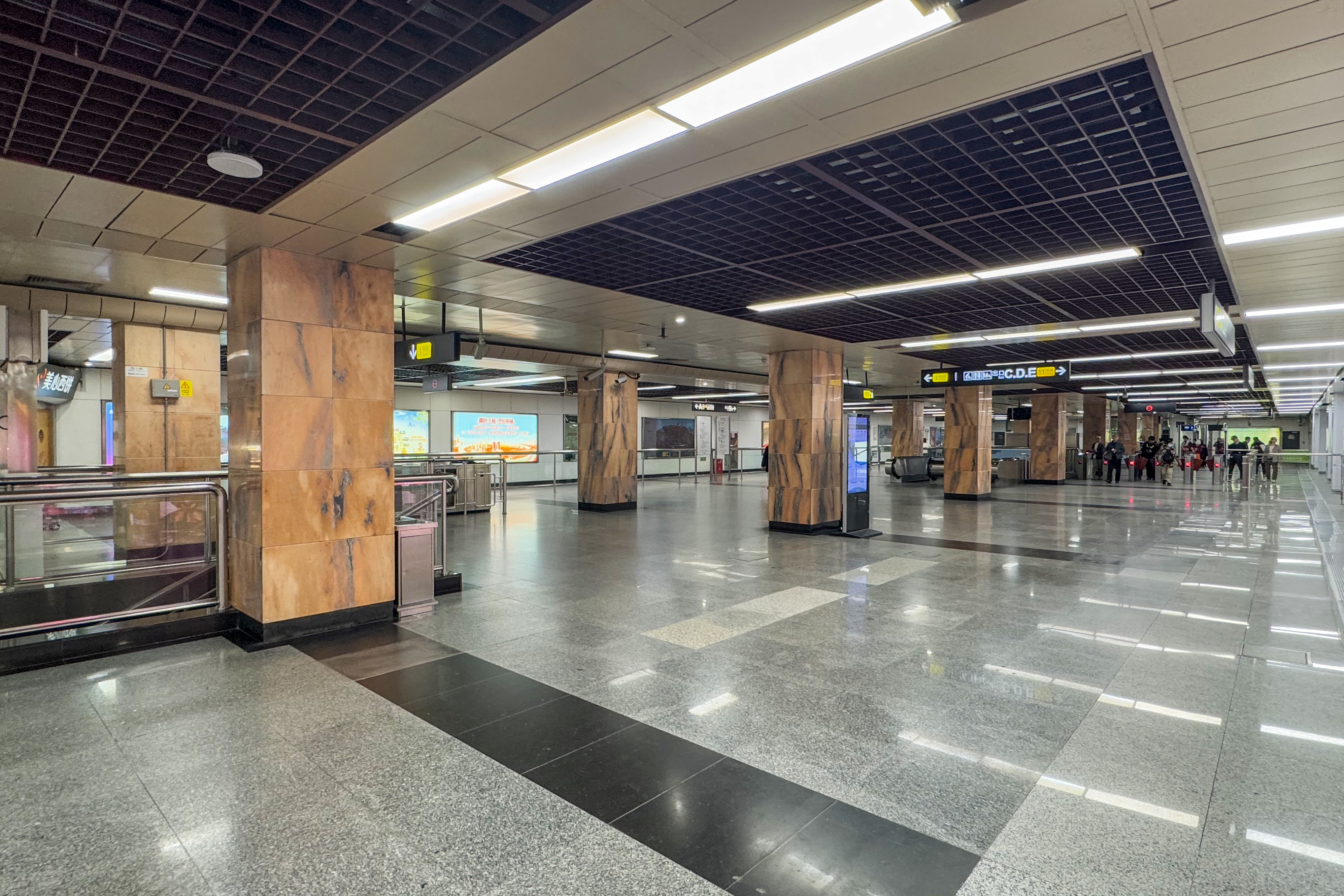
1号線コンコース
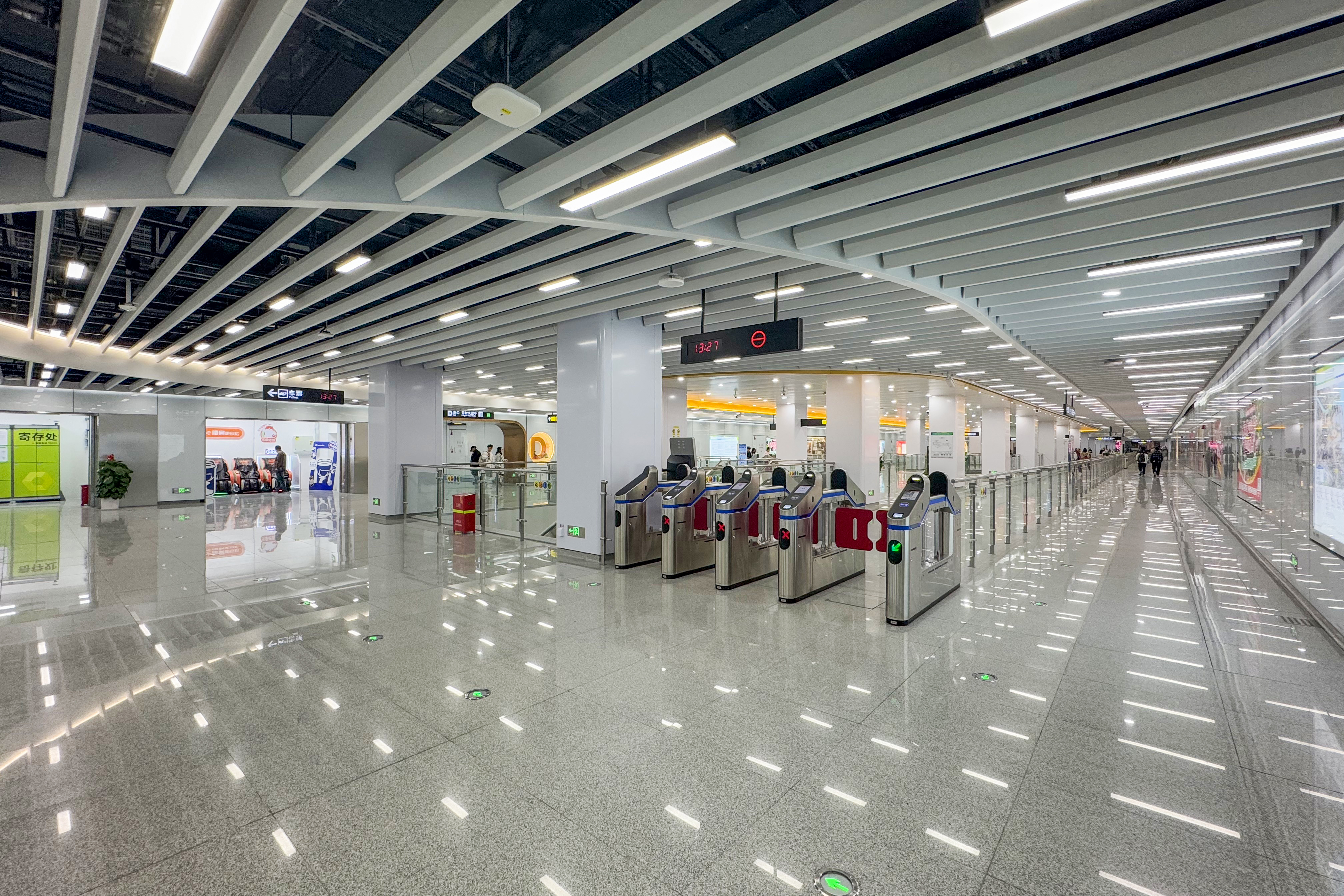
11号線コンコース

## 駅周辺
- 芳村星光里商業街
- 華苑商業広場
- 立白中心
- 白鵝潭大湾区芸術中心（中国語版）
  - 広東省非物質文化遺産館（中国語版）
  - 広東文学館（中国語版）
  - 広東美術館（中国語版）
- 広州医科大学附属脳科医院（中国語版）

## 隣の駅
広州地下鉄
■ 1号線
花地湾駅 103 - 芳村駅 104 - 黄沙駅 105
■ 11号線
石囲塘駅 1119 - 芳村駅 1120 - 大沖口駅 1121